# 加崎英男
加崎 英男（かさき ひでお、1917年8月13日 - 2007年3月27日）は日本の生物学者、理学博士。東京都立大学 (1949-2011)名誉教授。専門は藻類学。
東京帝国大学理学部を卒業後、1947年に都立高等学校講師となる。1949年に再編により東京都立大学講師、1951年に理学部助教授となり、1972年に教授に昇格した。1977年に東京都立大学附属高等学校校長を兼務する。1981年に東京都立大学を退職後、東邦大学生物学科教授となる。1983年から東邦大学大学院理学研究科生物学専攻専任教授を経て、1987年に退職した。主に車軸藻類の分類学的研究や生態学的研究を行い、1967年には『日本湖沼産車軸藻類の研究』で理学博士（東京大学）を授与された。

## 著書
- 『分類学と系統学』（共著、共立出版、1958年）
- 『現代生物学講座（8）』（芦田譲治ほか編、共立出版、1958年）
- 『千葉県下の車軸藻類』（千葉県生物学会、1975年）
- 『日本淡水藻図鑑』（共著、内田老鶴圃新社、1977年）
- 『小笠原の自然―東洋のガラパゴス』（編著、古今書院、1992年）